# Žmerynka
Žmerynka (ukrajinsky a rusky Жмеринка) je město na jihozápadní Ukrajině; leží v historickém kraji zvaném Podolí a administrativně spadá pod Vinnyckou oblast. Žije zde přibližně 33 tisíc obyvatel, převážně Ukrajinců. Žmerynka byla povýšena na město teprve roku 1903.
Žmerynka je již od konce 19. století velmi důležitým železničním uzlem: setkávají se zde totiž dálkové tratě Moskva – Kyjev – Vinnycja – Žmerynka – Kišiněv a Polsko – Lvov – Žmerynka – Oděsa/Krym. Rozsáhlá železniční stanice má novorenesanční budovu a připomíná tak velká středo- a západoevropská nádraží.

## Partnerská města
- Şəki, Ázerbájdžán
- Skarżysko-Kamienna, Polsko